# Franz Ningel
Franz Ningel (* 18. Oktober 1936 in Frankfurt am Main, Hessen-Nassau) ist ein ehemaliger deutscher Rollkunstläufer und Eiskunstläufer, der im Paarlauf startete. Als Einzelläufer im Rollkunstlauf wurde er 1956 und 1957 jeweils Welt- und Europameister.

## Leben
Mit seiner ersten Eiskunstlaufpartnerin Marika Kilius wurde Ningel 1955 bis 1957 deutscher Meister im Paarlauf. Im gleichen Zeitraum nahm das Paar dreimal an Europameisterschaften teil und gewann dort, in Budapest, Paris und Wien, stets die Bronzemedaille. Bei Weltmeisterschaften errangen Ningel und Kilius zwei Medaillen. 1956 in Garmisch-Partenkirchen gewannen sie Bronze und 1957 in Colorado Springs wurden sie Vizeweltmeister hinter den Kanadiern Barbara Wagner und Robert Paul. Bei den Olympischen Spielen 1956 in Cortina d’Ampezzo verpassten sie als Vierte knapp eine Medaille. Nach Saisonende 1957 trennte sich das Eiskunstlaufpaar.
Ab 1959 trat Franz Ningel mit seiner späteren Ehefrau Margret Göbl an. Auch mit ihr wurde er dreimal deutscher Meister im Paarlauf, in den Jahren 1960 bis 1962. Bei der Europameisterschaft 1960 in Garmisch-Partenkirchen gewannen Göbl/Ningel mit Bronze ihre erste internationale Medaille. Bei den Olympischen Spielen 1960 in Squaw Valley belegten sie den fünften Platz. 1961 in Berlin wurden sie Vize-Europameister, dabei unterlagen sie knapp Marika Kilius und Hans-Jürgen Bäumler. In ihrem letzten Jahr als Amateur-Paarläufer errangen Göbl/Ningel 1962 sowohl bei der Europameisterschaft in Genf wie auch der Weltmeisterschaft in Prag die Bronzemedaille.
Anschließend wechselten sie in das Profilager und arbeiteten 8 Jahre lang für die Show Holiday on ice. 1964 wurden Göbl/Ningel Profi-Weltmeister.
1972 gründete Franz Ningel als staatlich geprüfter Eislauflehrer mit seiner Ehefrau Margret die „Eislaufschule Ningel“ in der Eissporthalle Duisburg. Dort trainierte er unter anderem die Läufer der Rollkunstlaufabteilung der RESG Walsum und choreografierte jahrelang die traditionelle Rollschuhshow.
Seine Tochter Jasmin Ningel (* 1971) war ebenfalls Eiskunstläuferin. Sein Sohn Manuel Ningel (* 1979) war Eishockey-Spieler, unter anderem bei den Schalker Haien.
Ningel erhielt am 8. Februar 1958 das Silberne Lorbeerblatt.

## Ergebnisse im Paarlauf
(bis 1957 mit Marika Kilius, ab 1959 mit Margret Göbl)
| Wettbewerb / Jahr        | 1954 | 1955 | 1956 | 1957 | 1958 | 1959 | 1960 | 1961 | 1962 |
| ------------------------ | ---- | ---- | ---- | ---- | ---- | ---- | ---- | ---- | ---- |
| Olympische Winterspiele  |      |      | 4.   |      |      |      | 5.   |      |      |
| Weltmeisterschaften      |      | 7.   | 3.   | 2.   |      | 5.   | 4.   |      | 3.   |
| Europameisterschaften    |      | 3.   | 3.   | 3.   |      | 4.   | 3.   | 2.   | 3.   |
| Deutsche Meisterschaften | 2.   | 1.   | 1.   | 1.   |      | 2.   | 1.   | 1.   | 1.   |

## Referenz
- Eissport Magazin, 9. November 2006